# Arachnocephalus longicercis
Arachnocephalus longicercis är en insektsart som beskrevs av Lucien Chopard 1917. Arachnocephalus longicercis ingår i släktet Arachnocephalus och familjen Mogoplistidae. Inga underarter finns listade i Catalogue of Life.